# Pseudochama granti
Pseudochama granti är en musselart som beskrevs av Strong 1934. Pseudochama granti ingår i släktet Pseudochama och familjen Chamidae. Inga underarter finns listade i Catalogue of Life.